# Rzeczyca (województwo zachodniopomorskie)
Rzeczyca – wieś w Polsce położona w województwie zachodniopomorskim, w powiecie wałeckim, w gminie Tuczno.
W latach 1975–1998 miejscowość położona była w województwie pilskim.

## Historia
Wieś wspomniana została po raz pierwszy w Katasterze Nowomarchijskim Ludwika Starszego z roku 1337. W wieku XIV 10 łanów we wsi posiadała rodzina Mossinów na prawie lennym. Przynależność Rzeczycy do dóbr tuczyńskich wzmiankuje się w roku 1594.
Miejscowość znana jest z długotrwałych sporów między protestanatmi i katolikami w wiekach XVI i XVII.
W roku 1789 w Rzeczycy było 29 domów.
Między Rzeczycą a Marcinkowicami na zachodnim brzegu niewielkiego jeziora leży podkowiaste grodzisko. Obwód wału wynosi 54 m, średnica grodziska sięga kilkunastu metrów. Położone jest w miejscu z natury obronnym, wśród rozległych terenów bagnistych. Pale znajdowane w jeziorze w pobliżu grodziska wskazują na istnienie pomostu łączącego dawny gród z przeciwległym brzegiem jeziora. W toku próbnych badań wykopaliskowych prowadzonych w roku 1926 odkryto warstwę kulturową ze śladami spalenizny. Wśród znalezisk najliczniej wystąpiły odłamki ceramiki.